# Marquesado de La Serrezuela
El marquesado de La Serrezuela es un título nobiliario español creado por el rey Carlos II el 13 de diciembre de 1690 a favor de Ignacio Moreno Vargas con el vizcondado previo de "La Motilla". Su nombre se refiere al despoblado de Las Serrezuelas, en el municipio andaluz de Dos Hermanas, en la provincia de Sevilla.
El título está actualmente caducado, sin posibilidad de ser rehabilitado por lo que es simplemente un título histórico aunque en la década de los años ochenta-noventa del pasado siglo, se intentó rehabilitar aportando diversos documentos, todos falsos.

## Titulares del marquesado
- Ignacio Moreno de Vargas, I marqués de Serrezuela;[1]
- José de Vargas y Gurubel, II marqués de Serrezuela, sucedió a su tío, el primer titular, en 1711;[1]
- Antonio Ramón de Vargas Valdés y Eslava, también llamado Antonio Moreno Vargas Machuca, III marqués de Serrezuela, casado con Isabel de Vargas Aguilar y Cueto, sucedió a su padre el 23 de junio de 1737;[1]
- José de Vargas-Machuca y Vargas (m. 9 de agosto de 1822), IV marqués de Serrezuela, caballero de la Orden de Calatrava, sucedió a su padre el 4 de enero de 1797;[1]
- Francisco de Paula de Vargas-Machuca y Teruel, V marqués de Serrezuela, sucedió a su tío, Real Carta de Sucesión del 2 de septiembre de 1822;[1]
- Pedro Leopoldo de Vargas-Machuca y Lora, VI marqués de Serrezuela, solicitó la sucesión el 3 de septiembre de 1813 que fue concedida con carta de sucesión del 22 de enero de 1863.[1]

El 3 de agosto de 1898 se anunció que el título quedó vacante por el fallecimiento del titular. «Se propone la supresión del título por no haberse presentado interesado alguno solicitando Carta de sucesión, 4 de enero de 1900».